# 자금순환표
자금순환표(資金循環表, money flow table)는 한 나라의 경제를 몇 가지 부문으로 나누어 그 각 부문 별로 상호간 금융거래를 분류, 정리하고 국민경제 순환에 있어서 통화 및 신용의 유입과 유출, 각 부문의 금융 자산 및 부채의 잔고를 보인 것이다. 자금순환표는 부문별, 거래 형태별의 분류를 중심으로 각 부문마다 자산 및 부채를 제시하는 형태를 취하고 있다.